# Groß Düben
Groß Düben (alt sòrab: Dźěwin) és un municipi alemany que pertany a l'estat de Saxònia. Limita al nord amb Felixsee (SPN), amb Tschernitz (NO, SPN), Jämlitz-Klein Düben (O, SPN), Gablenz (O, GR), Weißwasser (S, GR), Trebendorf (SW, GR), Schleife (W, GR) i Spremberg (NW, SPN).